# Isla Esther
La isla Esther (en inglés: Esther Island) es una isla en la parte sur de Alaska, en los Estados Unidos de América. Se encuentra en el golfo de Alaska, en el entrante del Prince William Sound, en su parte más interior, al noroeste. Está próxima a las islas Culross y Perry.  La isla Esther tiene una superficie de 127,336 km² y tenía una población de 31 residentes en el censo de los Estados Unidos de 2000.
La isla está en el área delimitada del bosque nacional Chugach. La isla también está incluida en el parque marino estatal de la Isla South Esther (South Esther Island State Marine Park), una parte del sistema de Parques del Estado de Alaska. Solo se puede acceder a la isla en hidroavión o barco y no tiene asentamientos permanentes que no sean el criadero Wally Noerenberg, uno de los criaderos de salmón más grandes del mundo, propiedad y operado por la Corporación de Acuicultura Prince William Sound (Prince William Sound Aquaculture Corporation , PWSAC). La instalación cría tres especies diferentes de salmón (salmón rosado, salmón chum y salmón coho) y está ubicado dentro del parque marino estatal.